# Serrat de Brusa
El Serrat de Brusa és una serra del terme municipal de Monistrol de Calders, a la comarca del Moianès.
Està situat al sud-oest de la masia del Solà i del poble mateix de Monistrol de Calders, al nord-est de la masia d'el Bosc, a l'extrem nord del Sot de l'Abellar. Tot i ser un serrat molt curt, de només 200 metres d'extensió, per la seva prominència en el paisatge marca una fita important en el seu rodal.
En el Serrat de Brusa es va obrir als anys setanta del segle xx la Pedrera del Coll de Portella.